# 祥啓

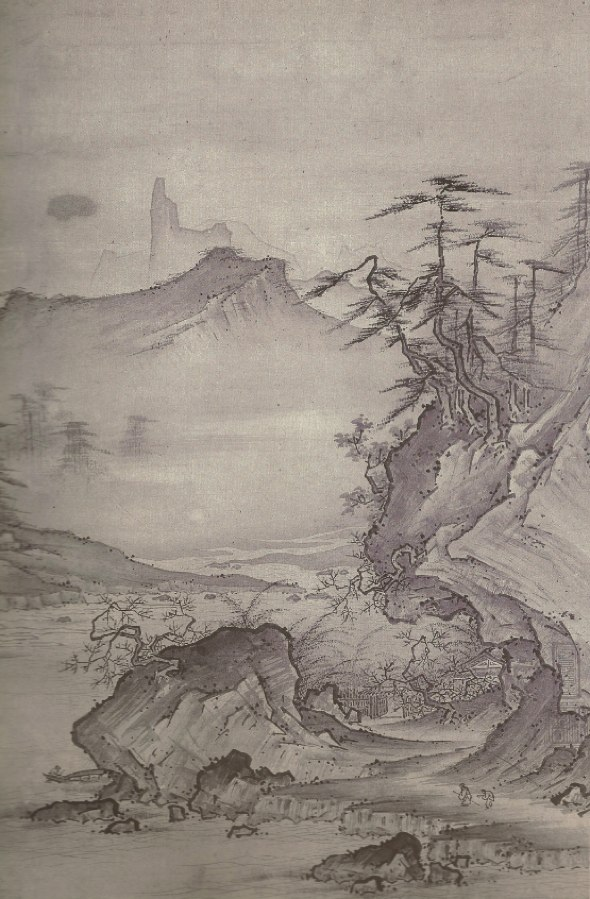
「山水図」 根津美術館蔵

祥啓（しょうけい、生没年不詳）は、室町時代中期から後期にかけて活躍した画僧・禅僧。賢江祥啓（けんこうしょうけい）とも。字は賢江、号は貧楽斎。建長寺の書記役にあって、通称は啓書記。僧名は元英祥啓。雪村と並び、室町後期の関東を代表する画人である。

## 生涯
下野丸良氏の生まれという。鎌倉五山第一位である建長寺塔頭宝珠院の書記を務めていたため「啓書記」、または「貧楽斎」と呼ばれた。はじめ仲安真康に絵を学んだと伝わる。文明10年（1478年）上京し、芸阿弥に師事する一方、東山御物の唐絵に学んだ。帰郷に際し、芸阿弥から画法伝授の証として「観爆図」（根津美術館蔵、文明12年（1480年）筆、重要文化財）を与えられている。
明応2年（1493年）再度上洛、相国寺に住し、横川景三、景徐周麟、黙雲龍沢、正宗龍統など多くの五山文芸僧と交流を重ねると共に、あらためて御物の中国絵画を学習した。基本的には周文様式に踏襲しつつも、更に雪舟風や狩野派の絵に学ぶところもあったといわれる。祥啓はこうした中央の清新な画風を学び、それを自己の様式として咀嚼し、祥啓様式としてのバリエーションを作ることによって、同時代の狩野正信や小栗宗湛・宗継らと並び、中央で流行した新様式の正系を担う一人となった。更にこの新画風を関東画壇に伝え、指導的役割を果たした。祥啓最後の事績は大永3年（1523年）まで分かっている。
最初の上洛時、場所は不明だが「貧楽斎」という書斎を与えられ、貴重な御物の閲覧を許されるといった厚遇を受けている。これは都鄙和睦が背景にあり、祥啓は関東側の何らかの使命、室町将軍家の文化を視察する文化特使的な役割を帯びて上洛したと考えられる。二回目の上洛も明応の政変と同年であり、何らかの関係があった可能性が指摘される。
当時の画僧にしては珍しく、「風流な禅僧」（万里集九『梅花無尽蔵』）「敏にして多芸」（月翁周鏡『貧楽斎詩叙』）といった人柄が伝わる史料が残っている。遺作は20数点ほど伝わっており、山水画では夏珪様の楷体水墨画が殆どをしめる。弟子に啓孫、興悦、僊可など。

## 代表作
およその編年順。
- 山水図 （根津美術館） 一幅 紙本墨画淡彩 重要文化財 文明12年（1480年）
- 山水図 （東京国立博物館） 一幅 紙本墨画淡彩
- 山水図 （ボストン美術館） 一幅 紙本墨画

祥啓画中、現存唯一の横掛け軸作品として貴重。
- 梅溪図 （静嘉堂文庫） 一幅 紙本墨画淡彩 重要美術品[5] 文明18年（1486年）
- 富嶽図 （東京国立博物館）  伝祥啓。延徳2年（1490年） に建長寺住持・子純得公賛。賛文は古河公方・足利成氏の子・足利政氏のために描かれ、政氏が富士山のような統治者になるよう期待する内容である。
- 巣雪斎図 （静嘉堂文庫） 一幅 紙本墨画淡彩 玉隠英璵序 重要美術品[5] 明応6年（1497年）か明応8年（1499年）
- 喜江祖歓像 （建長寺） 一幅 紙本墨画 玉隠英璵賛 重要文化財 明応9年（1500年）
- 鐘秀斎図 （京都国立博物館） 一幅 紙本墨画淡彩 玉隠英璵序 重要文化財 永正3年（1506年）か永正15年（1518年）玉隠が賛を書き祥啓が絵を描いた画軸が当時もてはやされたらしく、上記の作品を含め5点ほど伝わる。
- 山水図 （栃木県立博物館） 一幅紙本墨画淡彩
- 山水図 （ケルン東洋美術館）  一幅 紙本墨画淡彩
- 春景山水図 （神奈川県立歴史博物館） 一幅 紙本墨画淡彩
- 瀟湘八景画帖 （白鶴美術館） 八面 紙本墨画淡彩 重要文化財
- 鍾馗抜鬼眼図 （頴川美術館） 一幅 紙本墨画淡彩 大永3年（1523年）

その他
- 達磨図 （南禅寺） 一幅 紙本墨画　重要文化財
- 白衣観音図 （建長寺） 32幅 重要文化財

複数の画人による工房作で、祥啓の活動期間よりもさかのぼる時期の作であるとの説もある。
- 飼馬図 （根津美術館） 双幅 紙本着色 重要美術品[7]
- 花鳥図 （神奈川県立歴史博物館） 一幅 紙本著色
- 花鳥図 （京都国立博物館） 一幅 紙本著色
- 真山水図 （頴川美術館） 一幅 紙本墨画淡彩
- 山水図 （メトロポリタン美術館） 桃源瑞仙著賛

## 参考資料
- 中島純司 『日本の美術337 水墨画 祥啓と雪村』 至文堂、1994年 ISBN 978-4-7843-3337-0
- 栃木県立美術館 神奈川県立歴史博物館 企画・編集『関東水墨画の200年』展図録、1998年 ISBN 4-88758-001-0
- 相澤正彦、橋本慎司 『関東水墨画 型とイメージの系譜』 国書刊行会、2007年 ISBN 978-4-336-04347-4
- 橋本慎司 「祥啓筆 山水図」、『国華』第1359号第114編第6冊所収、2009年